# Bale d'aso
Le Bale d'aso sono un salume tipico del Cuneese prodotto con carni miste asinine, suine e bovine riconosciuto P.A.T. del Piemonte e Arca del gusto di Slow Food.

## Origine del nome
Il termine è in lingua piemontese e significa – come facilmente intuibile – "balle d'asino", sia per la forma tondeggiante che per le carni utilizzate.

## Storia
Per tradizione viene considerato tipico di Monastero di Vasco ed è diffuso soprattutto nei comuni del monregalese. Un tempo era preparato esclusivamente con carne di asino, ma dalla seconda metà del XX secolo si sono aggiunte carni suine e bovine, in percentuali molto variabili.

## Caratteristiche
Le bale d'aso sono un insaccato del peso da 0,5 a 1,5 kg, di forma tondeggiante o ovoidale allungata. Per la preparazione vengono impiegate carni di asino (dal 20% al 40%), di suino (fino al 60%) e di bovino (intorno al 20%), macinate grossolanamente e aromatizzate con sale, pepe, noce moscata, erbe aromatiche e vino rosso. Il tutto è insaccato nella cotenna di vacca o nella trippa bovina.

## Gastronomia
Le bale d'aso si consumano fresche e non devono venire stagionate; si cucinano immergendole in acqua fredda e cuocendole per circa due ore. In alcuni esercizi si trovano anche cotte in forno a vapore e condizionate sottovuoto.
Il contorno può essere la classica purea di patate, ma la tradizione le accompagna ai legumi lessati, in particolare le lenticchie.